# Armelle Guinebertière
Armelle Jeanne Claude Guinebertière, nata Romefort (Carquefou, 27 luglio 1944), è una politica francese, membro del Raggruppamento per la Repubblica e dell'Union pour un mouvement populaire, europarlamentare dal 1994 al 1999.

## Biografia

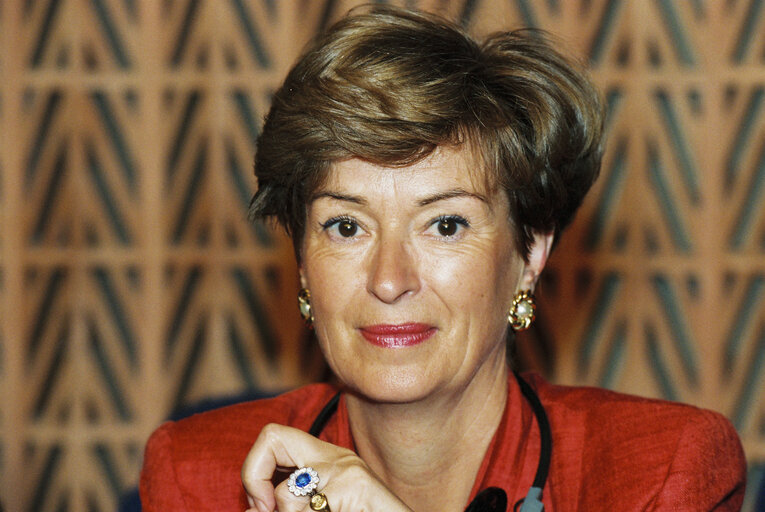
Armelle Guinebertière nel 1997

Secondogenita dei sette figli di André Romefort, rappresentante farmaceutico, e di Bernadette Lebec, figlia del proprietario del Pen Duick, Armelle sposò il medico Patrick Guinebertière ed ebbe tre figli.
Studiò matematica presso l'Università di Nantes e successivamente si dedicò all'attività politica.
Aderì al Raggruppamento per la Repubblica, con il quale nel 1983 venne eletta all'interno del consiglio comunale di Cerizay, dove sedette per i successivi trentatré anni.
Nel 1985 fu eletta consigliere generale del Deux-Sèvres per il Cantone di Cerizay, carica che mantenne fino al 2004. Tra il 1986 e il 1994 sedette invece nel consiglio regionale del Poitou-Charentes.
In occasione delle europee del 1994, Armelle Guinebertière fu eletta al Parlamento europeo. Fu membro della commissione per la cultura, la gioventù, l'istruzione e i mezzi di informazione.
Dopo il 2004 non rivestì più cariche pubbliche, ma continuò ad essere un'attivista dell'UMP, nato dalle ceneri del RPR.